# 瓦克里什山
10°17′55″S 76°57′50″W / 10.29861°S 76.96389°W

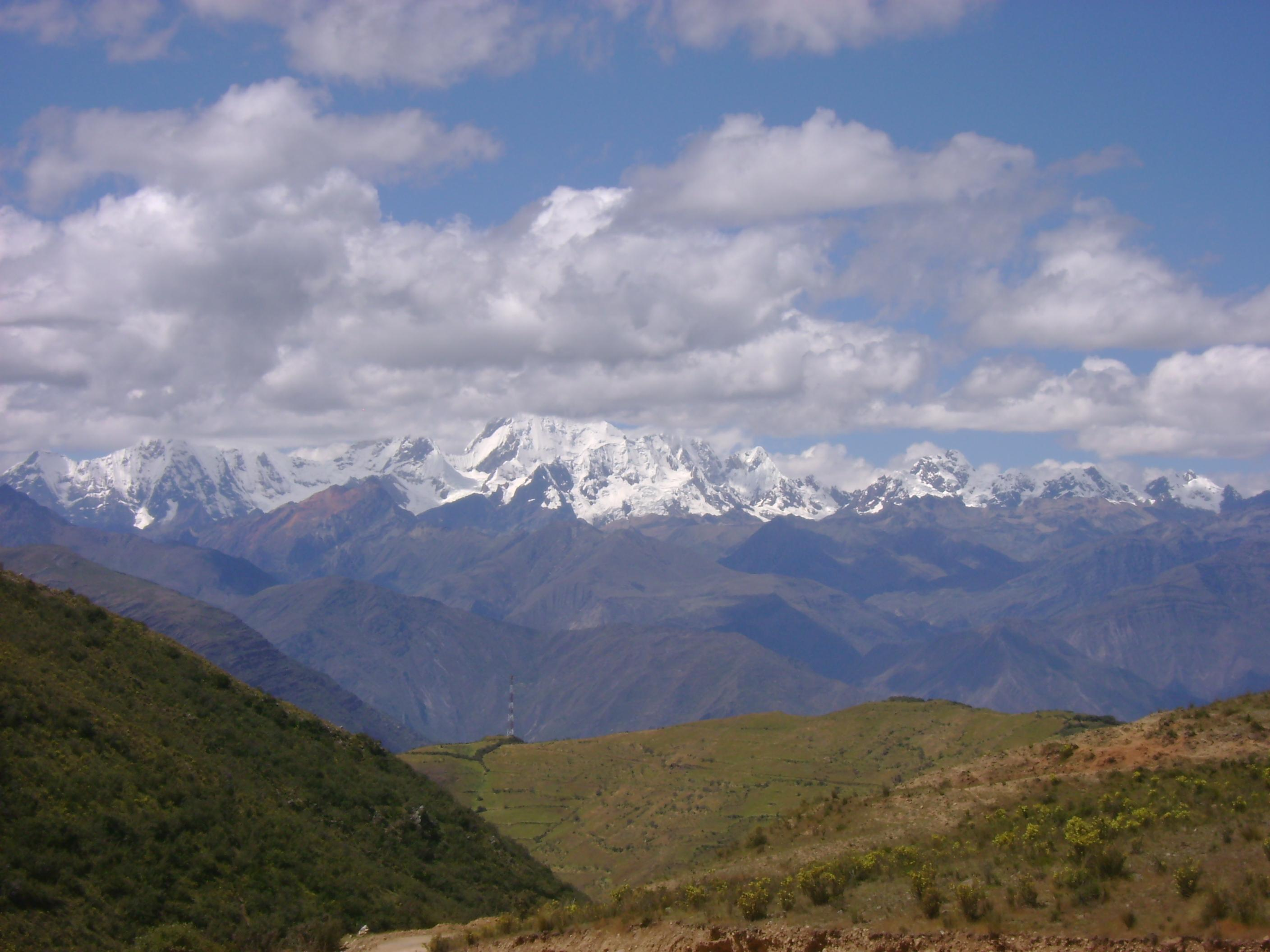

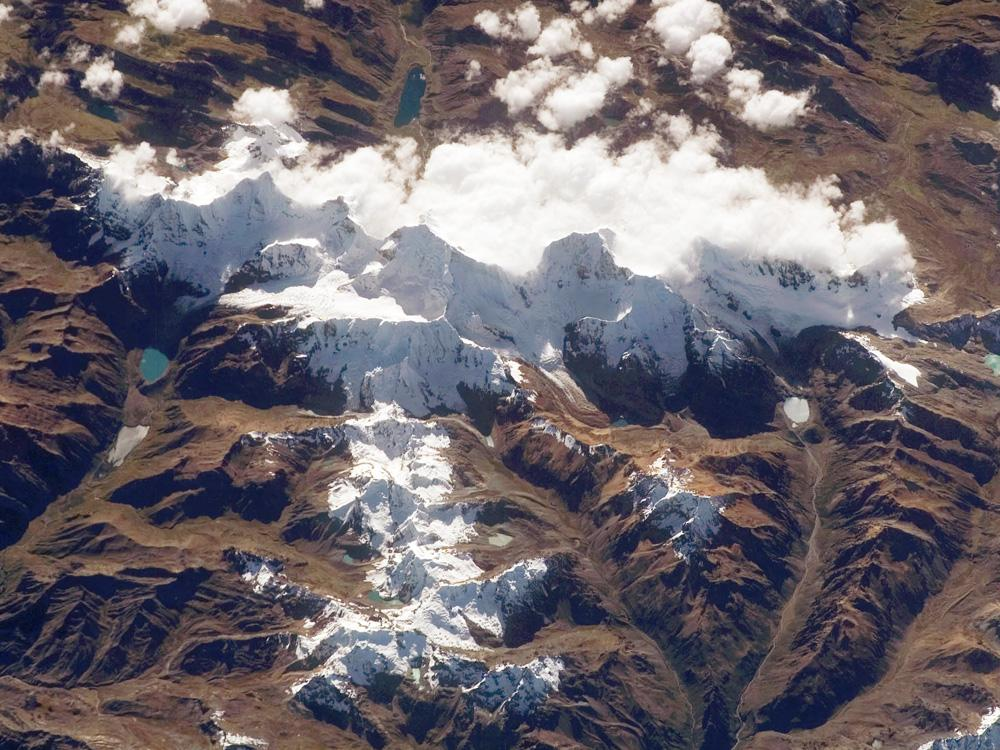

瓦克里什山（Huacrish），是秘魯的山峰，位於該國北部安卡什大區的博洛涅西省，屬於安第斯山脈中瓦伊瓦什山脈的一部分，處於耶魯帕哈峰以西和奧基柳山東北面，海拔高度5,622米。